# Death of a Prophet

Death of a Prophet est un film américain réalisé par Woodie King Jr., sorti en 1981.
Mêlant actualités et interviews, ce film est le récit des dernières vingt-quatre heures de Malcolm X avant son assassinat. 

## Synopsis
Après avoir coupé ses liens avec l'organisation supremaciste noire Nation of Islam, Malcolm X est potentiellement condamné à mort. Malgré les menaces et les intimidations, Malcolm continue de prôner l'égalité et la fraternité.

## Fiche technique
- Titre original : Death of a Prophet
- Réalisation : Woodie King Jr.
- Scénario : Woodie King Jr.
- Production : Woodie King Jr.
- Musique : Max Roach
- Montage : Charles Sessoms
- Pays de production :  États-Unis
- Durée : 60 minutes
- Date de sortie :
  - États-Unis : 1981

## Distribution
- Morgan Freeman : Malcolm X
- Yolanda King : Betty Shabazz
- Yusef Iman
- Sonny Jim Gaines
- Kirk Kirksey
- Charles Griffin
- James DeJongh
- Salaelo Maredi
- Ossie Davis : lui-même
- Yuri Kochiyama : elle-même
- Amiri Baraka : lui-même
- George Harris